# Čchang-ťi (autonomní kraj)
Chuejský autonomní kraj Čchang-ťi (čínsky v českém přepisu Čchang-ťi Chuej-cu c’-č’-čou, pchin-jinem Chāngjí Huízú Zìzhìzhōu, znaky 昌吉回族自治州) je autonomní kraj v Čínské lidové republice. Leží v autonomní oblasti Sin-ťiang a na svém severovýchodě sousedí krátkým úsekem hranice s Mongolskem. Má rozlohu zhruba 73,5 tisíc čtverečních kilometrů a žije v něm více než půldruhého milionu obyvatel, přičemž Chuejů je zhruba 11 %, Kazachů 9 % a etnickou většinou jsou s přibližně 75 % Chanové. Správním střediskem je Čchang-ťi.

## Administrativní členění
Autonomní kraj Čchang-ťi se člení na sedm celků okresní úrovně, a sice dva městské okresy, čtyři okresy a jeden autonomní okres.
| městský okres · Čchang-ťi městský okres · Fu-kchang okres · Chu-tchu-pi okres · Manas okres · Čchi-tchaj okres · Jimsar autonomní okres · Mori |                  |                       |                    |                                  |
| Název | Název            | Počet obyvatel (2020) | Rozloha km² (2020) | Hustota zalidnění (obyv. na km²) |
| český přepis | znaky            | Počet obyvatel (2020) | Rozloha km² (2020) | Hustota zalidnění (obyv. na km²) |
| Městské okresy |                  |                       |                    |                                  |
| Čchang-ťi | 昌吉市           | 607 441               | 7 833              | 78                               |
| Fu-kchang | 阜康市           | 181 144               | 8 528              | 21                               |
| Okresy |                  |                       |                    |                                  |
| Chu-tchu-pi | 呼图壁县         | 192 638               | 9 633              | 20                               |
| Manas | 玛纳斯县         | 192 098               | 9 149              | 21                               |
| Čchi-tchaj | 奇台县           | 219 811               | 16 661             | 13                               |
| Jimsar | 吉木萨尔县       | 153 197               | 8 141              | 19                               |
| autonomní okres |                  |                       |                    |                                  |
| Mori (kazašský) | 木垒哈萨克自治县 | 67 256                | 13 508             | 5                                |
| |                  |                       |                    |                                  |
| Celkem | Celkem           | 1 613 585             | 73 452             | 22                               |